# Monika Peetz
Monika Peetz (n. 1963, Germania) este o scenaristă germană, producător de filme de televiziune și scriitoare.

## Biografie
Peetz a studiat germanistică, științe ale comunicării și filozofie la Universitatea din München. Apoi a lucrat pentru o agenție de publicitate și o editură. Din 1990 până în 1998 a lucrat pentru Bayerischer Rundfunk (BR) în departamentul de film de televiziune ca dramaturg și editor. Acolo a supravegheat serialele Tatort și Polizeiruf 110, precum și diverse coproducții pentru cinema.
Din 1998 este scenaristă în Germania și Țările de Jos. Ea a scris filme precum Ein Baby z Verlieben, Noch einmal zwanzig sein, Und weg bist du, și împreună cu Christian Jeltsch, serialele de televiziune Die Rebellin și Deckname Luna.
Primul ei roman Die Dienstagsfrauen a fost publicat în 2010, urmat de continuarea Sieben Tage ohne în 2012 și Die Dienstagsfrauen zwischen Kraut und Rüben în 2013. Cele trei cărți au fost publicate și sub formă de cărți audio și au fost ecranizate.

## Opere

### Scenarii (televiziune)
- 1994: Polizeiruf 110: Gespenster - producție/editorial
- 1997: Polizeiruf 110: Im Netz der Spinne (În pânza de păianjen) - producție
- 1997: Polizeiruf 110: Feuer! (Foc!) – producție
- 2004: Ein Baby zum Verlieben (Un copil de iubit)
- 2007: Noch einmal zwazig sein (Din nou de douăzeci de ani)
- 2009: Die Rebellin - trei piese împreună cu Christian Jeltsch
- 2010: Tulpen aus Amsterdam (Lalelele din Amsterdam) – împreună cu Johannes Lackner
- 2011: Die Dienstagsfrauen ... auf dem Jalobsweg zur wahren Freundschaft (Femeile de marți... pe drumul Sf. Iacob către prietenia adevărată) (episodul 1)
- 2012: Und weg bist du (Și ai plecat)
- 2012: Deckname Luna (Nume de cod Luna) - în două părți împreună cu Christian Jeltsch
- 2013: Die Dienstagsfrauen - Zwischen Kraut und Rüben - Sieben Tage ohne (episodul 2)
- 2015: Femeile de marți - între varză și napi (episodul 3)

### Cărți/Cărți audio
- Die Dienstagsfrauen. Kiepenheuer &amp; Witsch, Köln 2010, ISBN 978-3-462-04255-9.

citit de Ulrike Kriener Hörbuch Hamburg, Hamburg 2011, ISBN 978-3-89903-339-7.
- Sieben Tage ohne. Kiepenheuer & Witsch, Köln 2012, ISBN 978-3-462-04410-2.

citit de Inka Friedrich Hörbuch Hamburg, Hamburg 2011, ISBN 978-3-86909-120-4.
- Die Dienstagsfrauen zwischen Kraut und Rüben. Kiepenheuer & Witsch, Köln 2013, ISBN 978-3-462-04565-9.

citit de Nina Hoger Hörbuch Hamburg, Hamburg 2013, ISBN 978-3-89903-870-5 .
- Ausgerechnet wir. citit de Jacob Weigert . Carte audio Hamburg, Hamburg 2016, ISBN 978-3-95713-062-4.
- Das Herz der Zeit: Die unsichtbare Stadt (Lena și Dante, volumul 1). Wunderlich, Reinbek lângă Hamburg 2019, ISBN 978-3-805-20033-2.
- Das Herz der Zeit: Die Nacht der Eulen (Lena și Dante, volumul 2). Wunderlich, Hamburg 2019, ISBN 978-3-8052-0034-9.
- Das Herz der Zeit: Die vergessenen Geschichten (Lena și Dante, volumul 3). Wunderlich, Hamburg 2020 ISBN 978-3-8052-0007-3.

## Prezența în România și opere traduse în limba română
În octombrie 2014, Monika Peetz este prezentă la Iași, în cadrul Festivalului Internațional de Literatură și Traducere (FILIT).
- Domnele de marți, editura Baroque Books & Arts, București, traducere Mihai Moroiu, 2013, ISBN 978-606-9342-14-5
- 7 zile fără, editura Baroque Books & Arts, București, traducere Mihai Moroiu, 2014, ISBN 978-606-8564-13-5
- Doamnele de marți in derută, editura Baroque Books & Arts, traducere Mihai Moroiu, 2015, ISBN 978-606-8564-25-8
- Inima timpului. Orașul invizibil, editura Unicart, București, 2020, ISBN 9786065769069
- Inima timpului. Noaopte Bufnitelor, Unicart, București, 2022